# أراريبيسوكوس
أراريبيسوكوس (Araripesuchus) هو فصيلة منقرضة من أشباه التمساحيات، عاش خلال العصر الطباشيري في أواخر حقبة الحياة الوسطى قبل حوالي 125 إلى 66 مليون سنة. 